# 顾东辉
顾东辉（1966年8月—），江苏人，复旦大学社会发展与公共政策学院教授、MSW教育中心主任，主要从事社会工作理论、社会治理、灾害社会工作、济贫政策等方面的研究工作。顾东辉还担任中国社会工作学会副会长、中国社会工作教育协会副会长等职，著有《社会工作概论》等书。

## 生平
顾东辉曾在香港大学取得社会工作硕士学位、在香港中文大学取得社会福利博士学位。

## 著作
- 《支持和回应：社会工作视野中的下岗职工研究》ISBN 9787801901347（01/2004 社会科学文献出版社出版）
- 《社区青少年社会工作研究》ISBN 9787562818885（07/2006 华东理工大学出版社出版）
- 《社会工作概论》ISBN 9787309060027（05/2008 复旦大学出版社出版）
- 《社会工作评估》ISBN 9787040247756（03/2009  高等教育出版社出版）